# Окса (приток Пяльмы)
Окса — река в России, протекает по Пудожскому району Республики Карелия. Устье реки находится в 22 км по правому берегу реки Пяльмы. Длина реки составляет 26 км, площадь водосборного бассейна 124 км².

## Физико-географическая характеристика
Протекает в 2,5 км восточнее посёлка Тамбицы.
В 12 км от устья Оксы по левому берегу реки впадает Филинручей.

## Данные водного реестра
По данным государственного водного реестра России относится к Балтийскому бассейновому округу, водохозяйственный участок реки — Бассейн Онежского озера без рр. Шуя, Суна, Водла и Вытегра, речной подбассейн реки — Свирь (включая реки бассейна Онежского озера). Относится к речному бассейну реки Нева (включая бассейны рек Онежского и Ладожского озера).
Код объекта в государственном водном реестре — 01040100612102000016003.

## Фотографии
|  |  |